# 木村タカヒロ (構成作家)
木村 タカヒロ（きむら たかひろ、1980年8月16日 - ）は、栃木県足利市出身の日本の構成作家・放送作家である。日本脚本家連盟に所属する。

## 人物
バラエティ番組、スポーツ番組、情報番組を担当する。スポーツの中継、お笑いライブ（ロザン、木村祐一）ほか、地上波、BSのバラエティ・スポーツ番組を多数担当する。そのほか、SNS企画・運営、企業イベント、各種プロデュースなどに携わる。
ラーメンや寿司の食べ歩き、料理、ゴルフが趣味。

## 担当番組
- ウチくる!?
- 村上マヨネーズのツッコませて頂きます!
- 世界の何だコレ!?ミステリー
- The MASTERS,My Life
- 追跡LIVE! Sports ウォッチャー
- 石ちゃんのSAKE旅

### 過去
- フジテレビジョン
  - ジャンクSPORTS
  - すぽると!
  - マネースクープ
  - ロンドンオリンピック (2012年)ハイライト
  - VOLLEYBALL NATION
  - 2011年ワールドカップバレーボール
  - 春の高校バレー
  - 石川遼・タイチャンピオンシップ
  - 淳のスポダビ
  - イマだ!タレント再生工場 「ノムさん」
- テレビ東京
  - 鷲見玲奈、お肉 吟じます。
  - HANG-OUT
  - アスリート・ドキュメント WILL〜それでも僕は走り続ける〜
  - トラの門スポーツ
  - それ行け!なんでも宣太郎
  - 大相撲・年末特番
  - 絶対に行きたくなる!北海道ラーメン30連発
- TBSテレビ
  - バース・デイ
- 日本テレビ放送網
  - クギづけ 投稿動画ハイスクール
- 関西テレビ放送
  - 発見!なるほどレストラン 日本のおいしいごはんを作ろう!
  - ブラマヨ小杉のいいね!ハンターズ
- ABCテレビ
  - Oh!どや顔サミット
  - 初体験バラエティーはじめちゃん
  - 世界の浜田プロジェクト
- 讀賣テレビ放送
  - 浜ちゃんが!
- MBSテレビ
  - イチハチ
  - 超絶景!行った気トラベラー
- BS-TBS
  - グリーンの教え
- テレ朝チャンネル
  - 上田ちゃんネル 24時間ぐらいTV!!
- WOWOW
  - 007 スペクター ジェームズ・ボンドに愛を こめて

## お笑いライブ
- 木村祐一・トークライブ
- ロザン・トークライブ
- スポーツトークLIVE「神保町メーカー」

## 企業PRイベント
- コカ・コーラプレゼンツ「北京五輪応援イベント」

など

## スポーツ関連
- ロンドンオリンピック（2012年、CX）
- バレーボールワールドカップ（CX）
- 春の高校バレー（CX）
- マスターズ・トーナメント（TBS）
- 全米プロゴルフ選手権（TBS）
- 世界卓球選手権（テレビ東京）
- スノーボード世界選手権（テレビ東京）
- ツール・ド・フランスさいたまクリテリウム（テレビ東京）
- 楽天NBA

など